# António Chainho
António Chainho (São Francisco da Serra, 27 gennaio 1938) è un chitarrista e compositore portoghese, riconosciuto a livello internazionale, considerato un vero ambasciatore della Chitarra portoghese.

## Biografia
Cainho è nato a São Francisco da Serra nel basso Alentejo. Ha ricevuto influenza del suo paese, l'arte della chitarra da suo padre e le melodie del Fado da Amalia, cantati dalla madre. Ha iniziato già a 8 anni a suonare la chitarra e a tredici già cantava il Fado con sua madre. Nell'adolescenza iniziava a suonare le chitarre che aveva sentito nella Radio Nazionale portoghese. Ha fatto parte del servizio militare in Beja e ha servito Mozambico nella Guerra coloniale portoghese. Anche nell'esercito Antonio ha sempre conservato la sua grande passione per la chitarra. Fu proprio in Mozambico che iniziò la sua carriera televisiva, con successo immediato. Formò una band nella quale riunì il chitarrista Josè Luis Nobre Coste e i suonatori di viola Raúl Silva e José Maria Nóbrega. Più avanti, cambiò di posizione, smettendo di accompagnare cantanti, ma essendo egli stesso accompagnato dai cantanti. Fu riconosciuto in tutto il mondo tanto per le sue presentazioni in concerti in tutto il mondo, quanto per la sua Discografia.

## Discografia
Dopo essere comparso su molti teatri del mondo, ha condiviso il palcoscenico con artisti come Paco de Lucía o John Williams. Si è esibito in concerti e festival dedicati alla guerra, compie il suo primo album discografico con l'album Guitarra Portuguesa e un secondo disco fatto con Orquestra Filarmônica de Londres. 
- Guitarra Portuguesa, 1980
- The London Philharmonic Orchestra, 1995
- A Guitarra e Outras Mulheres, 1998
- Lisboa-Rio, 2000
- António Chainho e Marta Dias ao Vivo no CCB, 2003